# Orbita (España)
Orbita es un municipio y localidad española de la provincia de Ávila, en la comunidad autónoma de Castilla y León. El término municipal tiene una población de 69 habitantes (INE 2024).

## Geografía
La localidad está situada a una altitud de 865 m sobre el nivel del mar.
| Noroeste: Espinosa de los Caballeros | Norte: Espinosa de los Caballeros | Noreste: Codorniz (Segovia)                 |
| Oeste: Arévalo                       |                                   | Este: Martín Muñoz de las Posadas (Segovia) |
| Suroeste: Tiñosillos                 | Sur: Gutierre-Muñoz               | Sureste: Gutierre-Muñoz                     |

## Historia
Hacia mediados del siglo XIX, el lugar tenía contabilizada una población de 225 habitantes. La localidad aparece descrita en el decimosegundo volumen del Diccionario geográfico-estadístico-histórico de España y sus posesiones de Ultramar de Pascual Madoz de la siguiente manera:

ORBITA: l. con ayunt. de la prov. y dióc. de Avila (7 leg.), part. jud. de Arévalo (2), aud. terr. de Madrid (18), c. g. de Castilla la Vieja (Valladolid 13). sit. en terreno llano, le combaten todos los vientos; su clima es templado y las enfermedades mas comunes fiebres-intermitentes: tiene 70 casas de mediana construccion, distribuidas en diferentes calles, sin empedrar y una plaza de figura cuadrilonga; hay casa de ayunt. que sirve á la par de cárcel y local para la escuela; esta que lo es de instruccion primaria comun á ambos sexos, se ve concurrida por 46 alumnos que se hallan á cargo de un maestro dotado con 900 rs., y una igl. parr. (San Esteban Protomártir) con curato de tercera y provision ordinaria; el cementerio está en parage que no ofende la salud pública; y los vec. se surten de aguas para sus usos de las de una fuente que se encuentra á 180 pasos del pueblo, haciéndolo para el de los ganados bien de pozos ó bien de 2 lagunas que hay en los afueras de la pobl. Confina el térm. N. Espinosa a 1/4 leg.; E. Martin Muñoz á 3/4; S. Gutierrez Muñoz á 1/4, y O. Arévalo á 2: comprende un desp. llamado Montejuelo, con pinar bastante poblado á 1/4 leg. O.; varios prados con medianos pastos, algun viñedo y 2,820 fan. de tierras cultivadas y 40 incultas; le atraviesa de S. á N. el r. Adaja: el terreno es llano, de riego y bastante fértil. caminos: los que dirigen á los pueblos limítrofes en regular estado, y la carretera que de Madrid conduce á la Coruña. El correo se recibe en la adm. de la cab. del part. prod.: trigo, cebada, centeno, algarrobas, garbanzos, vino y algunas legumbres; mantiene ganado lanar y vacuno, y cria caza de liebres, perdices y otras aves y algun lobo. ind.: la agrícola y ganadería. El comercio está reducido á la esportacion de lo sobrante para los mercados de Arévalo é importacion de los art. de que se carece. pobl.: 50 vec., 225 alm. cap. prod.: 1.386,725 rs. imp.: 55,469. ind. y fabril: 1,100. contr.: 11,573 24 mrs.: el presupuesto municipal asciende á 2,300 rs. y se cubre con los prod. de propios y reparto vecinal.
(Madoz, 1849, p. 294)

## Demografía
Orbita cuenta con una población de 69 habitantes (INE 2024).
| Gráfica de evolución demográfica de Orbita entre 1842 y 2021                                                          |
| |
| Población de derecho según los censos de población del INE. Población de hecho según los censos de población del INE. |

## Patrimonio
En la localidad hay una iglesia parroquial bajo la advocación de San Esteban Protomártir.